# Декомпозиція (мовознавство)
Декомпозиція (від лат. de.. — префікс із значенням віддалення, припинення, скасування, усунення і compositio — складання, створення) — виділення основи похідного слова або одного з компонентів основ складного слова та оформлення його в самостійне слово.

## Приклади
Допис < дописати, радіо < радіотелеграф, сад < садити.